# Bernardo Echaluce Jáuregui
Bernardo Echaluce Jáuregui fue el segundo cabo de la Caballería Española y el responsable de vencer a los filipinos en San Juan del Monte en el año 1896.

## Biografía
Nació en Villarreal de Urrechua (Guipúzcoa) en 1830 e ingresó en el Real Colegio de Artillería en 1844. Al término de sus estudios fue destinado a Trubia y luego fue comisionado para estudiar Ciencias Naturales en París, y más tarde por Europa para visitar establecimientos industriales y militares. Una vez finalizadas estas comisiones regresó a su anterior destino y fue designado para organizar la artillería y municiones de la isla de Mallorca.
Desarrolló un trabajo de colaboración con Elorza en la fábrica de Trubia y viajó de nuevo al extranjero para estudiar el armamento portátil de las naciones extranjeras. En Inglaterra visitó establecimientos fabriles con objeto de elegir la maquinaria más conveniente para la modernización para la fábrica de Oviedo y en Francia estudió la fabricación de corazas.
La aparición del rayado en las piezas y el buen resultado de las experiencias realizadas en el país vecino le llevaron a implantarlo en España y el resultado es la aparición de este sistema en la guerra de África. Inventó una espoleta de percusión que fue declarada reglamentaria y proyectó diversas armas portátiles. Participó en la guerra carlista como teniente coronel y, ya en la paz, fue comisionado para la elección del arma portátil más conveniente para el ejército. Como general y segundo cabo de la Capitanía General de Filipinas asistió a las operaciones en Mindanao con gran éxito. Falleció en 1911. (Memorial de Artillería, serie V, tomo XII, 1911).
- Datos: Q16537430
- Multimedia: Bernardo Echaluce / Q16537430